# Hélène Mouriquand
Pour les articles homonymes, voir Mouriquand.
Hélène Mouriquand, née le 13 octobre 1918 à Saint-Rambert-l'Île-Barbe (commune intégrée à Lyon en 1963) et morte le 15 juin 2018 à Lyon,, est un peintre français.
Ses œuvres ont pour sujets le portrait, la nature morte et le paysage. Elle s'exprime par différentes techniques (gouache, aquarelle, pastel, huile et encre de Chine). À plusieurs égards, comme le partage des années d'étude aux Beaux Arts de Lyon, l'accueil de ses amis dans la propriété de ses parents, elle participe, sans y être intégrée nommément, au mouvement lyonnais des sanzistes, puis son parcours artistique évolue en parallèle de la carrière des membres reconnus de ce mouvement.

## Biographie
Hélène Mouriquand étudie au lycée Edgar-Quinet de Lyon dans les années 1930. Dès cette époque le dessin et la peinture l'attirent comme en témoignent ses œuvres de jeunesse. À seize ans, encouragée par ses parents, elle suit les cours de l’atelier de Frédérique Charleix puis entre 1936 et 1939 l’atelier de Henriette Morel, compagne de Pierre Combet-Descombes, au 1, rue Mazard à Lyon.
À partir des années 1940, Hélène Mouriquand assiste son frère, le photographe Édouard Mouriquand, dans son atelier lyonnais. Elle illustre également en 1941 des poèmes de Jean Violette.
En 1942, Hélène Mouriquand entre à l'École Nationale des Beaux Arts de Lyon où ses professeurs sont Henri Vieilly, Antoine Chartres, Jean Coquet, René Chancrin et Jacques Laplace. Elle rencontre alors ses camarades Jacques Truphémus, André Cottavoz, Jean Fusaro, Paul Philibert-Charrin, James Bansac avec lesquels elle tisse des liens d’amitiés.
Plus tard elle sera le témoin direct et accompagnera ses amis et son frère Édouard dans la création du sanzisme.
Comme plusieurs de ses amis, Hélène Mouriquand s'installe à Paris en 1946 pour suivre les cours de l'atelier Jean Lombard et de l’Académie de la Grande Chaumière. Cette année sera couronnée par sa participation au Salon des moins de trente ans où sont exposées les œuvres de plusieurs sanzistes.
En 1947, Hélène Mouriquand est nommée sociétaire du Salon de Lyon et du Sud-Est. Depuis, elle expose chaque année pendant ce salon  plusieurs de ses toiles.
Entre 1962 et 1972 Hélène Mouriquand enseigne la peinture à l’École d’Art des Mains Enchantées de Lyon. À la fin des années 1970, elle rejoint la Galerie Saint-Georges. Denise Mermillon, la propriétaire de cette galerie, exposera ses œuvres à de nombreuses occasions.

## Expositions personnelles
- Galerie Caracalla, Lyon, 1962
- Cimaise de Paris, Paris, 1962
- Galerie 5,  Charbonnières Rhône, 1963
- Maison des Associations Culturelles de Lyon MACLY, 1975
- Galerie Saint-Georges, Lyon, 1985, 1987, 1991, 1994, 2002
- Galerie Boucarut, Saint-Peray,  Ardèche,1987
- Les amis du Vieux Crest, Drôme, 1987
- Galerie L’Artichaut,  Lyon, 2012[8]

## Expositions collectives
- Salon des moins de trente ans, Paris, 1946
- Galerie des Jacobins avec Jacques Truphémus,  Lyon, 1951
- Salon rhodanien des arts plastiques,  Romans, Drôme, 1952 à 1958
- Arts et jeunesse, Crest, Drôme, 1958
- Galerie le Griffon, Lyon, 1960
- Académie des 3 Maries, Lyon, 1962
- Galerie l’Indifférent, Lyon, 1963, 1964
- Librairie la Proue, exposition centenaire de la naissance de Dante organisée par la  Société Dante Alighieri, Lyon, 1964
- Diplôme du grand prix du coloriste, Le Pradet, Var, 1972
- Finale du Festival des Arts Plastiques d’Hyères, Bouches-du-Rhône, 1972
- Galerie d’Art Moderne  Aurora, Genève, Suisse, 1973
- Le salon de Paris, 1979
- Exposition Art et Sport à l’Hôtel de Ville, Lyon, 1979
- Bilan de l’Art Contemporain, Québec,  Canada, 1980
- Galerie St Georges,  Lyon,  1981, 1982, 1983, 1985, 1988, 1989, 1991, 2000
- Art Expo New York Coliseum,  New York, USA,  1983
- Mairie de Bron, Bron, Rhône,  1990
- Académie du Vernet, Vichy, Allier, 1990
- Peintres sélectionnés pour le prix du groupe Paris Lyon Prix Marius Mermillon, 1993
- Exposition Henriette Morel, Mornant , Rhône,  2002

## Galerie

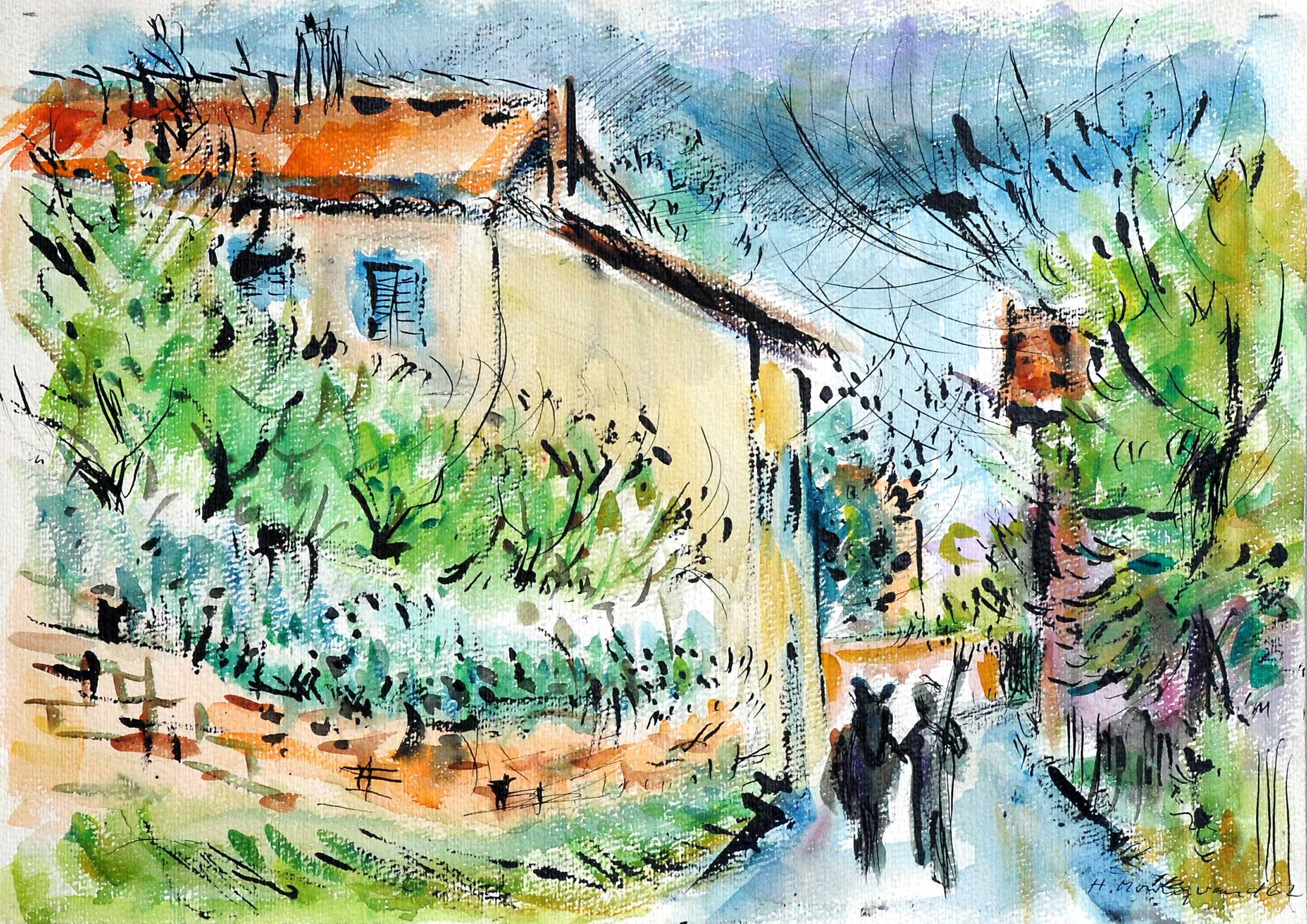
La Mule, 1962.
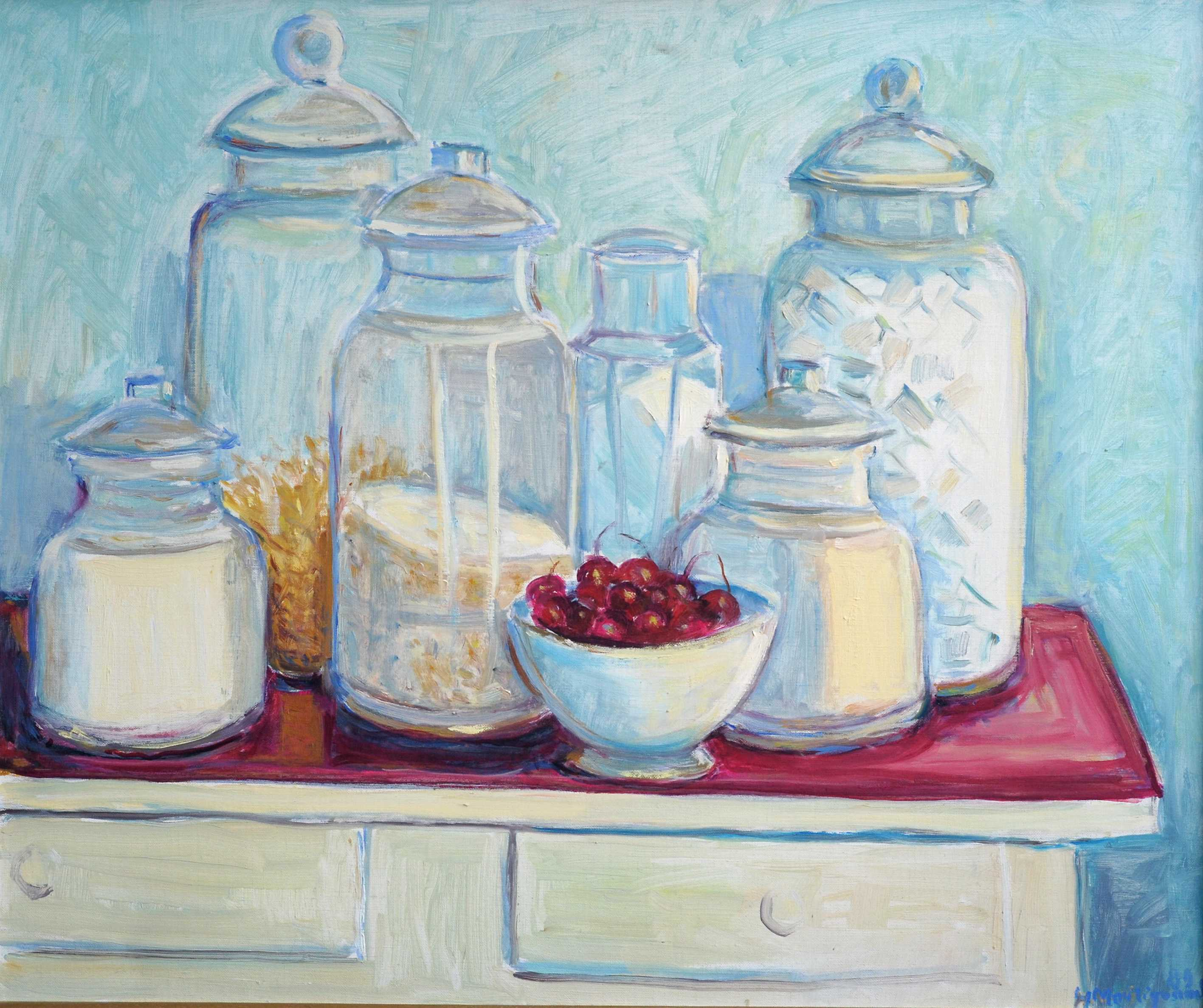
Les Bocaux, 1989.
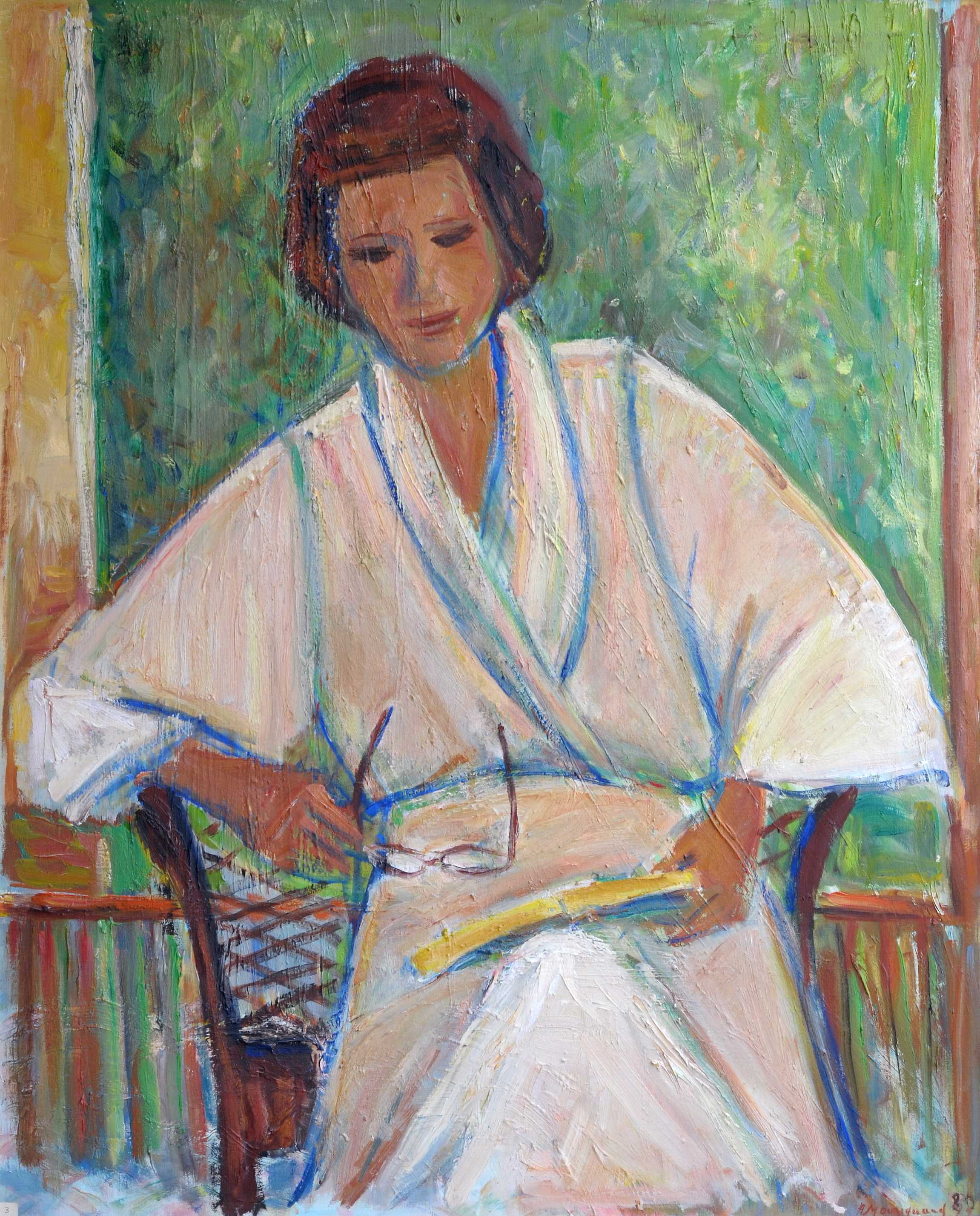
Margaret, 1980.